# Герд Биниг
 Герд Биниг (на немски: Gerd Binnig) е германски физик, носител на Нобелова награда за физика за 1986 г.

## Биография
Роден е на 20 юли 1947 г. във Франкфурт на Майн, Германия. Последиците от Втората световна война, руините на родния му Франкфурт, както и Офенбах, където се премества с родителите си, оставят ярък спомен от детството му.
През 1978 г. приема назначение в лабораториите на IBM в Цюрих, където среща Хайнрих Рорер, с когото изобретяват сканиращия тунелен микроскоп, за което и получават Нобеловата награда за 1986 г.
През 1994 г. основава дружеството „Definiens“, което през 2000 става търговско предприятие, занимаващо се с разработване на технологии за анализ на изображения.

## Избрана библиография
- Gerd Binnig, Heinrich Rohrer, C. Gerber und E. Weibel, Tunneling through a Controllable Vacuum Gap, Appl. Phys. Lett. 40, 178 (1982).
- Gerd Binnig, Heinrich Rohrer, C. Gerber und E. Weibel, Surface studies by scanning tunneling microscopy. In: Phys. Rev. Lett. 49/1, S. 57–61 (1982).
- Gerd Binnig, Aus dem Nichts. Über die Kreativität von Natur und Mensch. (1997), ISBN 3-492-21486-X.